# NGC 1382
NGC 1382 (ook wel NGC 1380B) is een elliptisch sterrenstelsel in het sterrenbeeld Oven. Het hemelobject werd op 19 januari 1865 ontdekt door de Duitse astronoom Johann Friedrich Julius Schmidt. NGC 1382 maakt deel uit van de kleine Fornaxcluster, die 58 sterrenstelsels bevat.

## Synoniemen
- NGC 1380B
- ESO 358-37
- MCG -6-9-9
- FCC 190
- PGC 13354